# Harpendyreus tsomo
Harpendyreus tsomo is een vlinder uit de familie van de Lycaenidae. De wetenschappelijke naam van de soort is voor het eerst geldig gepubliceerd in 1868 door Trimen.